# Ormosia isthmensis
Ormosia isthmensis är en ärtväxtart som beskrevs av Paul Carpenter Standley. Ormosia isthmensis ingår i släktet Ormosia och familjen ärtväxter. Inga underarter finns listade i Catalogue of Life.